# Paul Flamant
Paul Flamant (né le 13 mars 1892 à Paris, mort le 24 décembre 1940 à Clermont-Ferrand) est un mathématicien français, connu pour avoir transcrit et édité les cours de Gaston Julia publiés dans l'importante monographie Leçons sur les fonctions uniformes à point singulier essentiel isolé (1924). Selon Joseph Ritt , « la monographie de Julia est probablement l'une des plus belles de la collection Borel »,. 

## Biographie
Paul Flamant s'inscrit en 1913 à l'École normale supérieure (ENS) avec la meilleure note, mais avant d'obtenir son diplôme, il part au front pendant la Première Guerre mondiale comme sous-lieutenant dans l'armée française. Blessé à Charleroi, il est fait prisonnier. Il passe près de quatre ans prisonnier de guerre, puis retourne à l'ENS et obtient son agrégation (et est le meilleur élève de cette année-là). Il obtient son doctorat à l'Université de Strasbourg en 1924. Il devient professeur de mathématiques à l'Université de Strasbourg, mais sa santé restera fragile jusqu'à la fin de sa vie. Au début de la Seconde Guerre mondiale, alors capitaine de réserve, il est stationné dans les bunkers humides et froids de la ligne Maginot. Sa santé se détériore et il meurt peu après.
Il fut conférencier invité de l'ICM en 1928 à Bologne et en 1936 à Oslo.

## Principales publications
- "Agrégation des sciences mathématiques (session de 1924)." Nouvelles annales de mathématiques : journal des candidats aux écoles polytechnique et normale, Série 5 : Volume 3 (1924): 342–343.
- "Complément à la note de MH Hildebrandt." Annales de la Société Polonaise de Mathématique T. 5 (1926) (1927).
- "Le développement d’une transmutation linéaire par rapport à la différentiation finie." Rendiconti del Circolo Matematico di Palermo (1884-1940) Volume 54, no. 1 (1930): 371–413. DOI 10.1007/BF03021202